# جان الی
جان الی (انگلیسی: John Elley; ۹ ژانویهٔ ۱۷۶۴ – ۲۳ ژانویهٔ ۱۸۳۹) فرد نظامی اهل پادشاهی متحد بریتانیای کبیر و ایرلند بود.